# Kārlis Goppers
Kārlis Goppers (ur. 2 kwietnia 1876 w Planu w Inflantach, zm. 25 marca 1941 w Ulbroce) – łotewski dowódca wojskowy, generał, uczestnik I wojny światowej i wojny domowej w Rosji, założyciel skautingu na Łotwie. 

## Życiorys
Urodził się 2 kwietnia 1876 w Planu koło Valki, ówcześnie w guberni inflanckiej na terenie Imperium Rosyjskiego.
W 1896 roku został absolwentem Wileńskiej Szkoły Junkrów Piechoty, po czym zaciągnął się do armii rosyjskiej, w której walczył podczas I wojny światowej. W 1912 otrzymał awans na stopień kapitana, a w 1915 dowodził już pułkiem. W 1917 objął dowództwo nad I Brygadą Strzelców Łotewskich. Po wybuchu rewolucji październikowej w 1917 stanął po stronie przeciwników bolszewizmu, dowodził oddziałami „białych” pod Samarą i na Syberii. W 1920 powrócił na Łotwę, został mianowany generałem, a cztery lata później objął dowództwo nad Widzemską (inflancką) Dywizją Piechoty. 
Przyczynił się do powstania łotewskiego skautingu, na czele którego stał przez cały okres międzywojenny jako zwierzchnik „Latvijas Skautu un Gaidu Centrālā Organizācija”.
We wrześniu 1940 został aresztowany przez NKWD, a na wiosnę 1941 wywieziony do lasu pod Ulbroką i tam zamordowany serią z karabinu maszynowego.

## Odznaczenia
- Order Pogromcy Niedźwiedzia II klasy (Łotwa)
- Order Pogromcy Niedźwiedzia III klasy (Łotwa)
- Wielki Oficer Orderu Trzech Gwiazd (Łotwa)
- Komandor Orderu Trzech Gwiazd (Łotwa)
- Order Świętego Jerzego III klasy (1917, Imperium Rosyjskie)
- Order Świętego Jerzego IV klasy (1915, Imperium Rosyjskie)
- Order św. Włodzimierza z Mieczami III klasy (Imperium Rosyjskie)
- Order św. Włodzimierza z Mieczami IV klasy (Imperium Rosyjskie)
- Order Świętej Anny z Mieczami II klasy (Imperium Rosyjskie)
- Order Świętej Anny z Mieczami III klasy (Imperium Rosyjskie)
- Order św. Stanisława z Mieczami II klasy (Imperium Rosyjskie)
- Order św. Stanisława III klasy (Imperium Rosyjskie)
- Wielki Oficer Orderu Leopolda II (Grand-Officier, Belgia)
- Krzyż Wojenny Czechosłowacki 1939 (Czechosłowacja)
- Order Krzyża Orła II klasy (1932, Estonia)
- Komandor I klasy Orderu Białej Róży (Finlandia)
- Komandor Legii Honorowej (Commandeur Légion d'honneur, Francja)
- Wielki Krzyż Komandorski Orderu Wielkiego Księcia Giedymina (Litwa)
- Komandor Orderu Gwiazdy Jerzego Czarnego (Serbia)
- Komandor 1. klasy Orderu Miecza (Szwecja)